# Милєвці
Милєвці (хорв. Miljevci) — населений пункт у Хорватії, у Вировитицько-Подравській жупанії у складі громади Нова Буковиця.

## Населення
Населення за даними перепису 2011 року становило 317 осіб.
Динаміка чисельності населення поселення:

## Клімат
Середня річна температура становить 11,26 °C, середня максимальна – 25,68 °C, а середня мінімальна – -5,84 °C. Середня річна кількість опадів – 738 мм.
| Клімат поселення                              | Клімат поселення | Клімат поселення | Клімат поселення | Клімат поселення | Клімат поселення | Клімат поселення | Клімат поселення | Клімат поселення | Клімат поселення | Клімат поселення | Клімат поселення | Клімат поселення | Клімат поселення |
| Показник                                      | Січ.             | Лют.             | Бер.             | Квіт.            | Трав.            | Черв.            | Лип.             | Серп.            | Вер.             | Жовт.            | Лист.            | Груд.            |                  |
| Середній максимум, °C                         | 5,94             | 8,17             | 12,80            | 17,23            | 22,65            | 25,68            | 25,35            | 24,69            | 20,48            | 15,22            | 9,47             | 5,33             |                  |
| Середня температура, °C                       | 0,05             | 2,30             | 6,90             | 11,34            | 16,76            | 19,79            | 21,59            | 20,94            | 16,70            | 11,46            | 5,70             | 1,60             |                  |
| Середній мінімум, °C                          | −5,84            | −3,6             | 1,01             | 5,44             | 10,86            | 13,90            | 17,82            | 17,18            | 12,95            | 7,68             | 1,95             | −2,19            |                  |
| Норма опадів, мм                              | 45               | 41               | 45               | 58               | 71               | 92               | 67               | 69               | 58               | 63               | 73               | 56               |                  |
| Середньомісячна швидкість вітру, м/с          | 2.15             | 2.40             | 2.70             | 2.60             | 2.30             | 2.15             | 2.10             | 1.90             | 1.90             | 2.00             | 2.10             | 2.20             |                  |
| Середньомісячна сонячна радіація, кДж/м²·день | 4117             | 6861             | 10782            | 15234            | 19246            | 21315            | 22212            | 19950            | 14757            | 9140             | 4690             | 3502             |                  |
| --------------------------------------------- | ---------------- | ---------------- | ---------------- | ---------------- | ---------------- | ---------------- | ---------------- | ---------------- | ---------------- | ---------------- | ---------------- | ---------------- | ---------------- |
| Джерело:                                      |                  |                  |                  |                  |                  |                  |                  |                  |                  |                  |                  |                  |                  |